# Антоніо Бенедетто Карпано

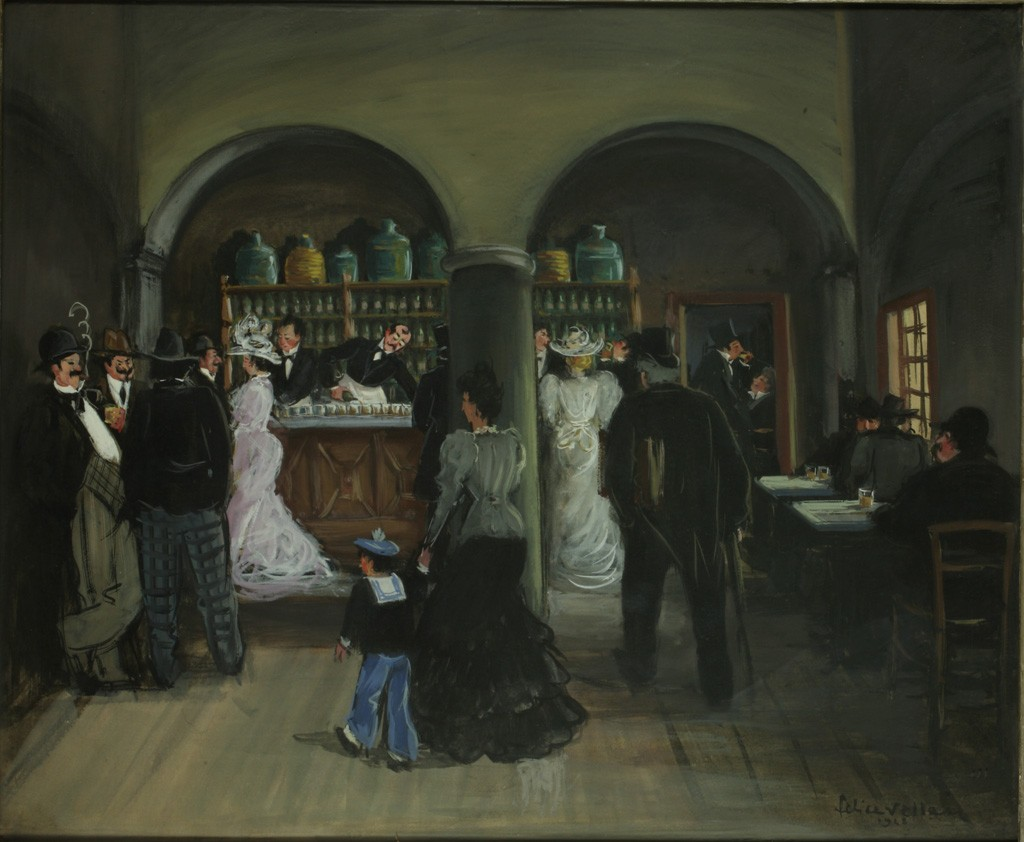
Крамниця Карпано у Турині

Антоніо Бенедетто Карпано (італ. Antonio Benedetto Carpano; 1764, Біольйо — 1815, Турин) — італійський травник і аптекар, винахідник вермуту.
Рецепт вермуту — ароматизованого напою, виготовленого з білого вина з додаванням трав'яних настоянок і спецій, був створений Карпано у 1786 році у Турині. Напій призначався насамперед для жінок, в той час як звичайні вина вважалися «чоловічими». Вермут виявився настільки популярним, що винахідник збудував справжню фабрику з його виготовлення, а магазин Карпано був змушений працювати 24 години на добу.
Загалом винахідник створив більше 30 різновидів вермуту. Сьогодні вермути за рецептами Карпано виробляє міланський завод Fratelli Branca Distillerie. Його лінійка містить напої Carpano Classico Vermuth, Carpano Bianco, Carpano Antica Formula і оригінальний аперитив «Punt e Mes».